# Myslín
Myslín (německy Mislin) je obec v okrese Písek v Jihočeském kraji. Leží asi 26 kilometrů severozápadně od Písku. Žije zde 95 obyvatel.
Obec leží v údolí pod soutokem Vlčavy a Hrádeckého potoka pod vrchem Myslínkem.

## Historie
V okolí obce se už kolem 10. století se rýžovalo zlato. Dne 17. prosince 1239 potvrdil král Václav I. vlastnictví Myslína Kladrubskému klášteru.[zdroj⁠?!]
Ve 14. a 15. století náležela tvrz Myslín vladykům z Myslína. Roku 1532 Myslín získal dědictvím rod Loubských z Lub, který měl v držení až do roku 1679, kdy jej Eva Ludmila Loubská prodala knížeti Janu Kristiánovi z Eggenbergu. Tím byl Myslín připojen k orlickému panství. Roku 1719 orlické panství připadlo Schwarzenbergům. Jejich majetek se značně ztenčil v letech 1923–1924 v první pozemkové reformě z roku 1919, po vzniku Československé republiky. Myslínský panský dvůr se stal zbytkovým statkem a jeho vlastnické právo bylo vloženo na Československý stát.

## Obyvatelstvo
| Rok            | 1869 | 1880 | 1890 | 1900 | 1910 | 1921 | 1930 | 1950 | 1961 | 1970 | 1980 | 1991 | 2001 | 2011 | 2021 |
| -------------- | ---- | ---- | ---- | ---- | ---- | ---- | ---- | ---- | ---- | ---- | ---- | ---- | ---- | ---- | ---- |
| Počet obyvatel | 313  | 310  | 300  | 282  | 270  | 288  | 270  | 182  | 169  | 152  | 141  | 114  | 90   | 96   | 88   |
| Počet domů     | 39   | 42   | 42   | 42   | 48   | 44   | 46   | 52   | 45   | 41   | 41   | 39   | 54   | 55   | 57   |

## Obecní správa
Mezi lety 1850–1877 patřil Myslín jako osada obce k Letům v okrese Písek. V letech 1877–1987 byl obcí. Od 1. ledna 1988 do 31. prosince 1991 patřil jako část města k Mirovicím a od 1. ledna 1992 je opět samostatnou obcí, ale Boješice, Ohař, Plíškovice, Ráztely, Řeteč, Sochovice a Touškov již zůstaly součástí Mirovic. V letech 1887–1952 k obci patřilo Stražiště, v letech 1887–1929 a od 26. listopadu 1971 do 31. prosince 1987 Ohař, od 26. listopadu 1971 do 31. prosince 1987 Boješice, Plíškovice, Ráztely, Řeteč a Sochovice a od 1. ledna 1983 do 31. prosince 1987 také Touškov.

### Části obce
- Myslín (k. ú. Myslín)

K obci patří také Podskalí.
Sousedními obcemi sídla jsou Mirovice, Nestrašovice a Počaply.

### Obecní symboly
Znak a vlajka byly obci uděleny rozhodnutím předsedy Poslanecké sněmovny Parlamentu České republiky dne 11. dubna 2008, jehož atributy odkazují na vladycké rody spojené s dějinami vesnice.

## Doprava

### Dopravní síť
Do obce vedou silnice III. třídy.

### Autobusová doprava 2024
Autobusovou dopravu v obci Myslín zajišťuje společnost ČSAD AUTOBUSY České Budějovice. V obci se nachází zastávka Myslín. Obec je obsluhována autobusovou linkou 360633, která spojuje Mirovice, Myslín, Boješice, Touškov a Řeteč.

### Železniční doprava 2024
Obcí prochází jednokolejná regionální železniční trať 200 Zdice–Protivín, která byla uvedena do provozu v roce 1875. V obci se nachází železniční zastávka Myslín, kde zastavují osobní vlaky linky S66. Tyto vlaky, provozované společností České dráhy, jezdí z Protivína přes Písek, Čimelice a Mirovice a dále pokračují do Březnice. Železniční zastávka Myslín je součástí Pražské integrované dopravy (PID).

## Pamětihodnosti
- Zvonice v obci
- Myslínská tvrz je chráněná jako kulturní památka.
- Zděná boží muka za tvrzí západním směrem na poli.[9]
- Zděná boží muka za tvrzí poblíž polní cesty severozápadním směrem[9]
- Třetí boží muka stávala u domu čp. 17.[9]
- Na návsi se nachází kříž v ohrádce. Na kulatém štítku je nápis „Pochválen buď Pán Ježíš Kristus“.
- Další kříž na kamenném podstavci se nalézá u odbočky do obce ve směru od Mirovic. Na kulatém štítku je nápis „Pochválen buď Pán Ježíš Kristus 1989“.

## Pověst
Pověst zaznamenaná kronikou obce: Zdejší pán na tvrzi neměl žádného syna, na kterého by převedl majetek. Měl pouze tři dcery a nemohl se rozhodnout, která se stane dědičkou jeho majetku. Rozhodl se v zimním období pro soutěž. Vyhlásil, že majetek připadne té dceři, která doběhne nejdál od tvrze. Každá se vydala jiným směrem a na určené znamení závod skončil. Ale bohužel kvůli mrazu a zimě všechny vážně onemocněly. Po jejich dlouhém uzdravení nechal šťastný otec postavit v místech, kam dcery doběhly, troje boží muka jako poděkování za jejich záchranu.

## Galerie

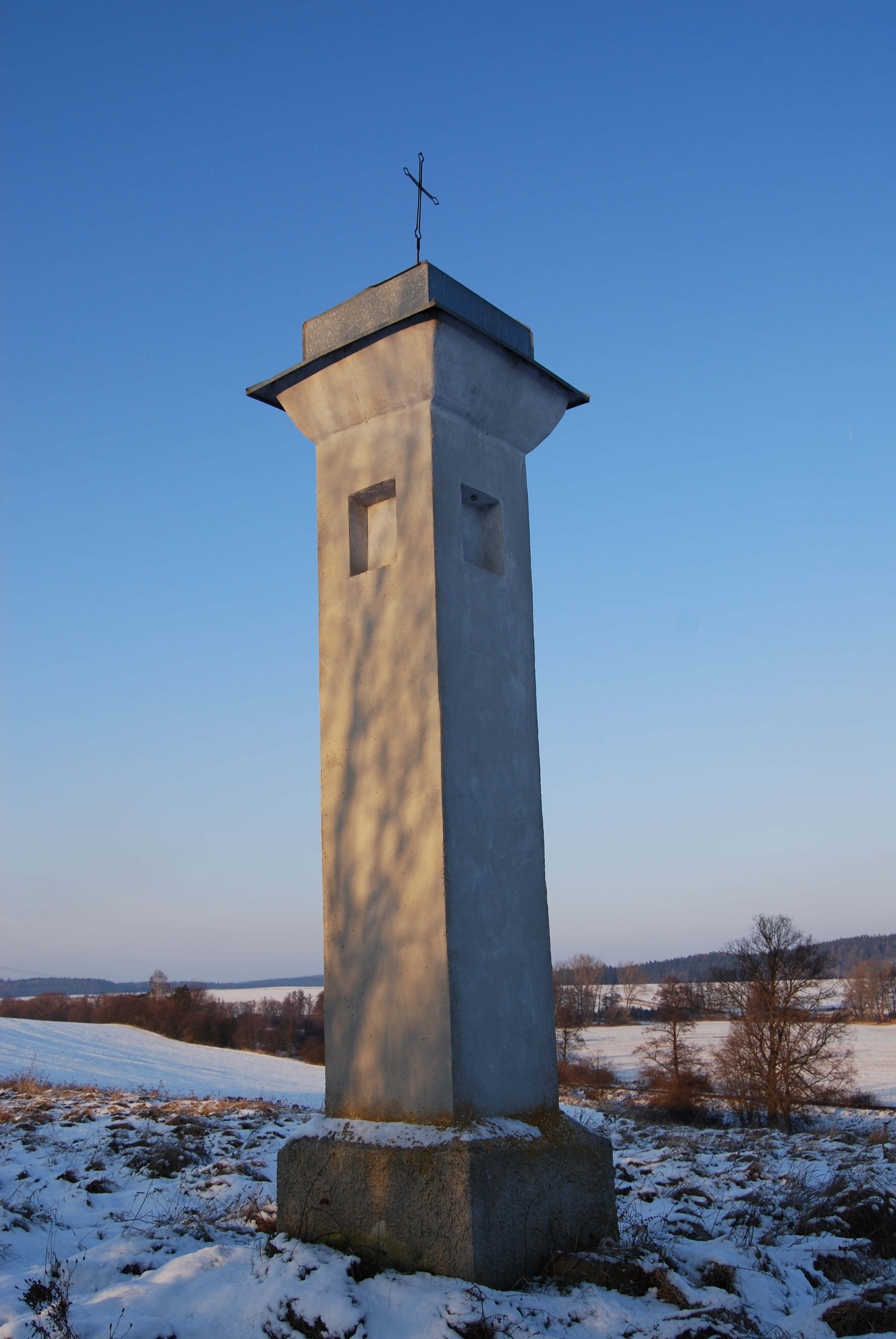
Boží muka SZ směrem
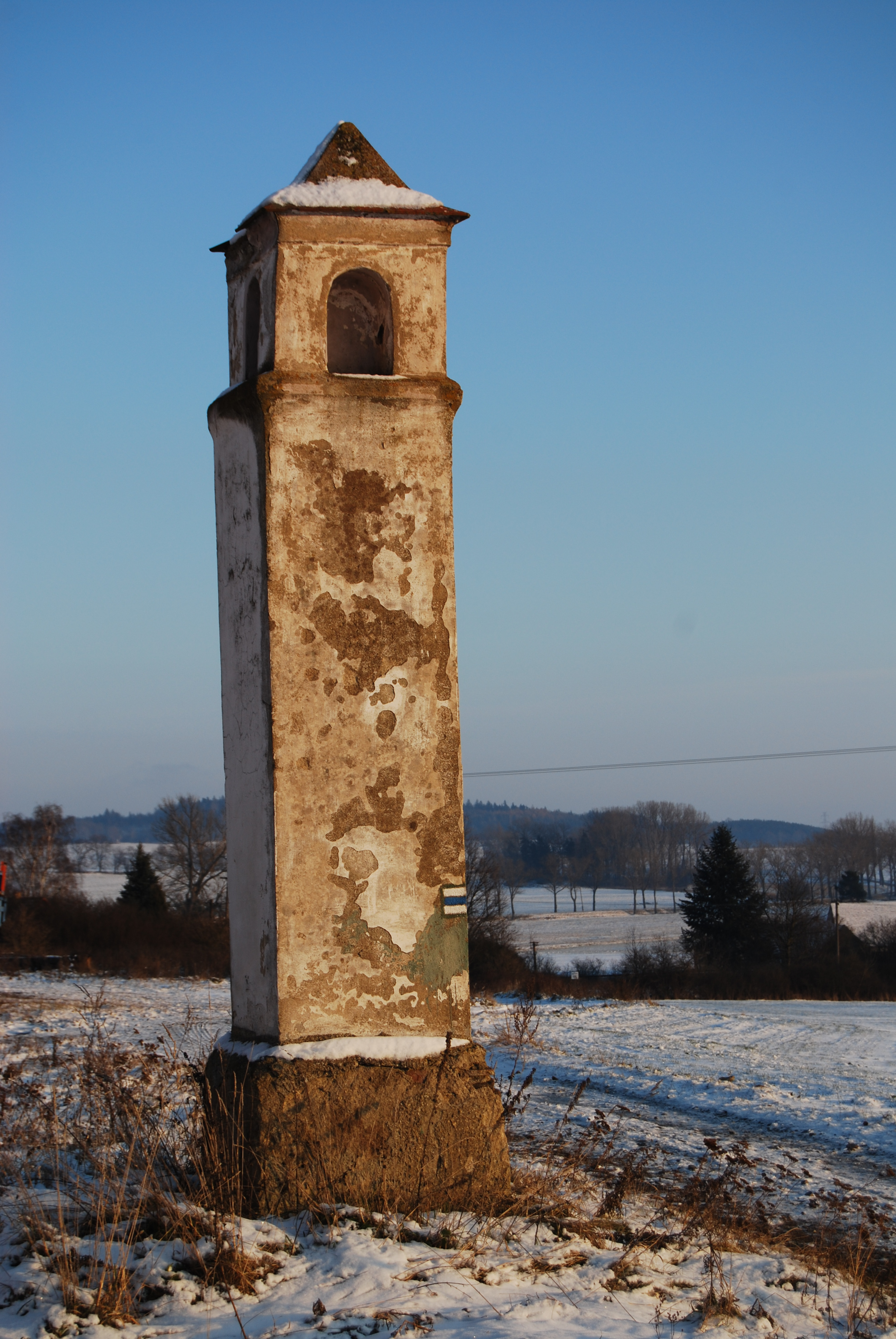
Boží muka Z směrem
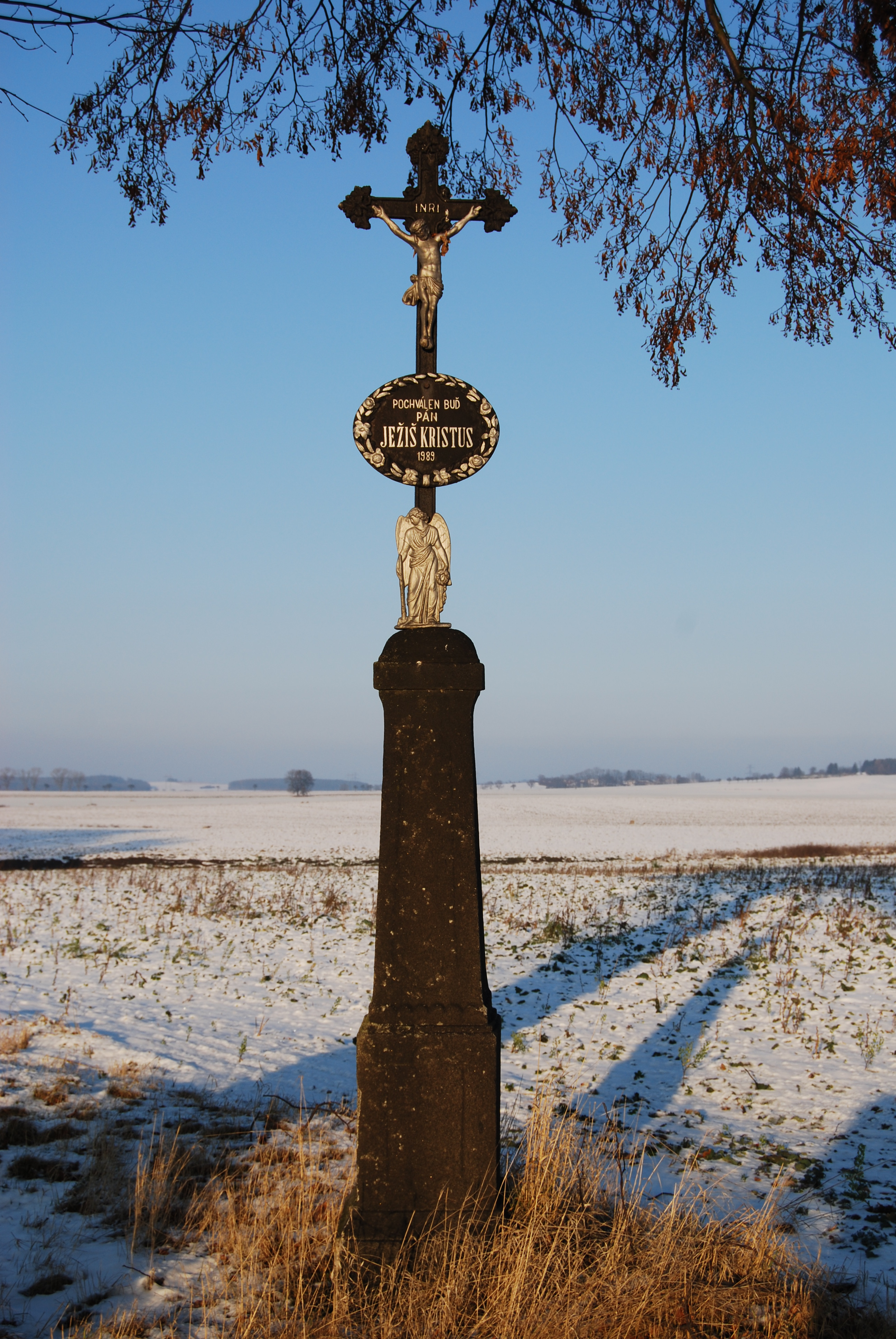
Kříž poblíž obce
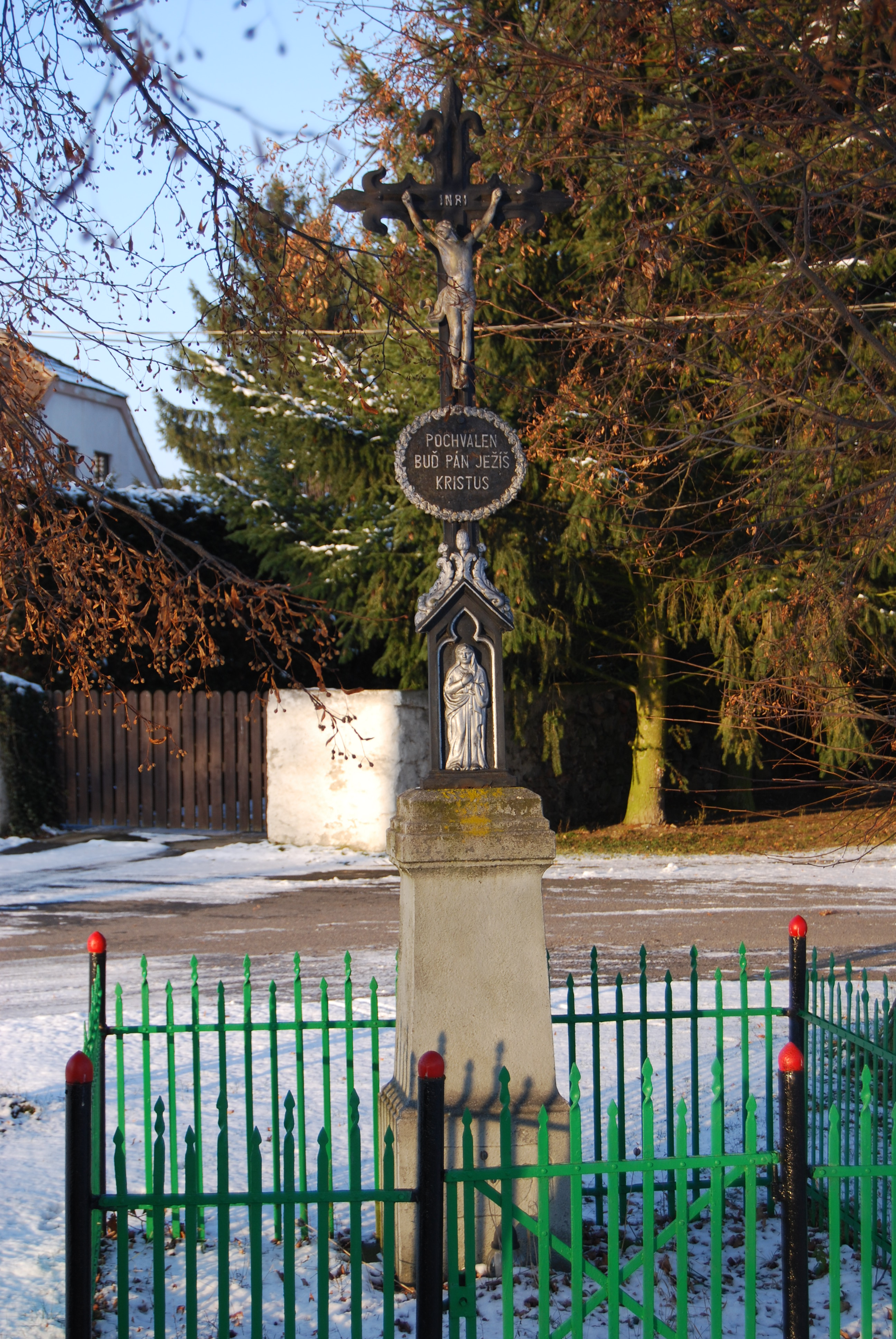
Kříž v obci
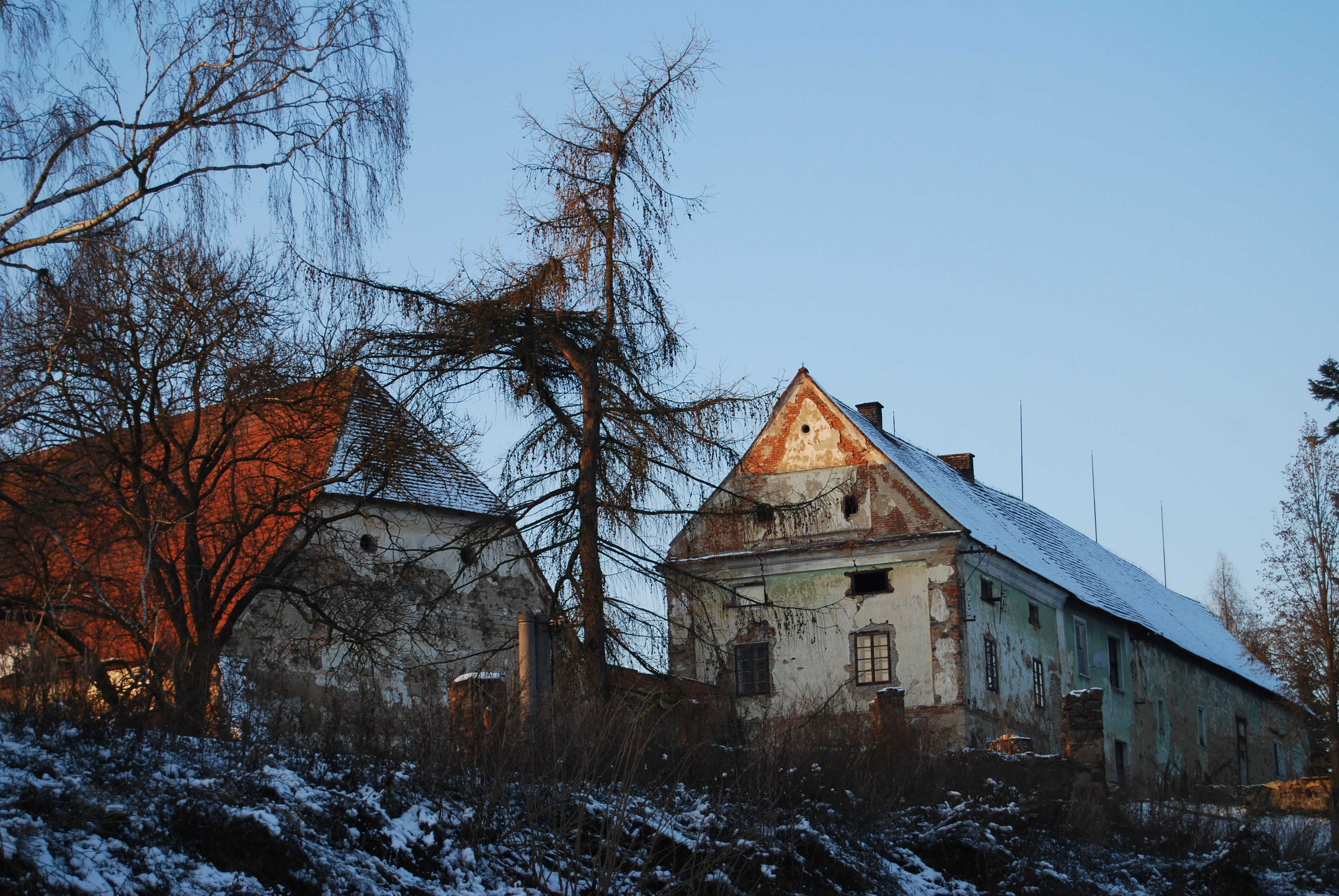
Tvrz
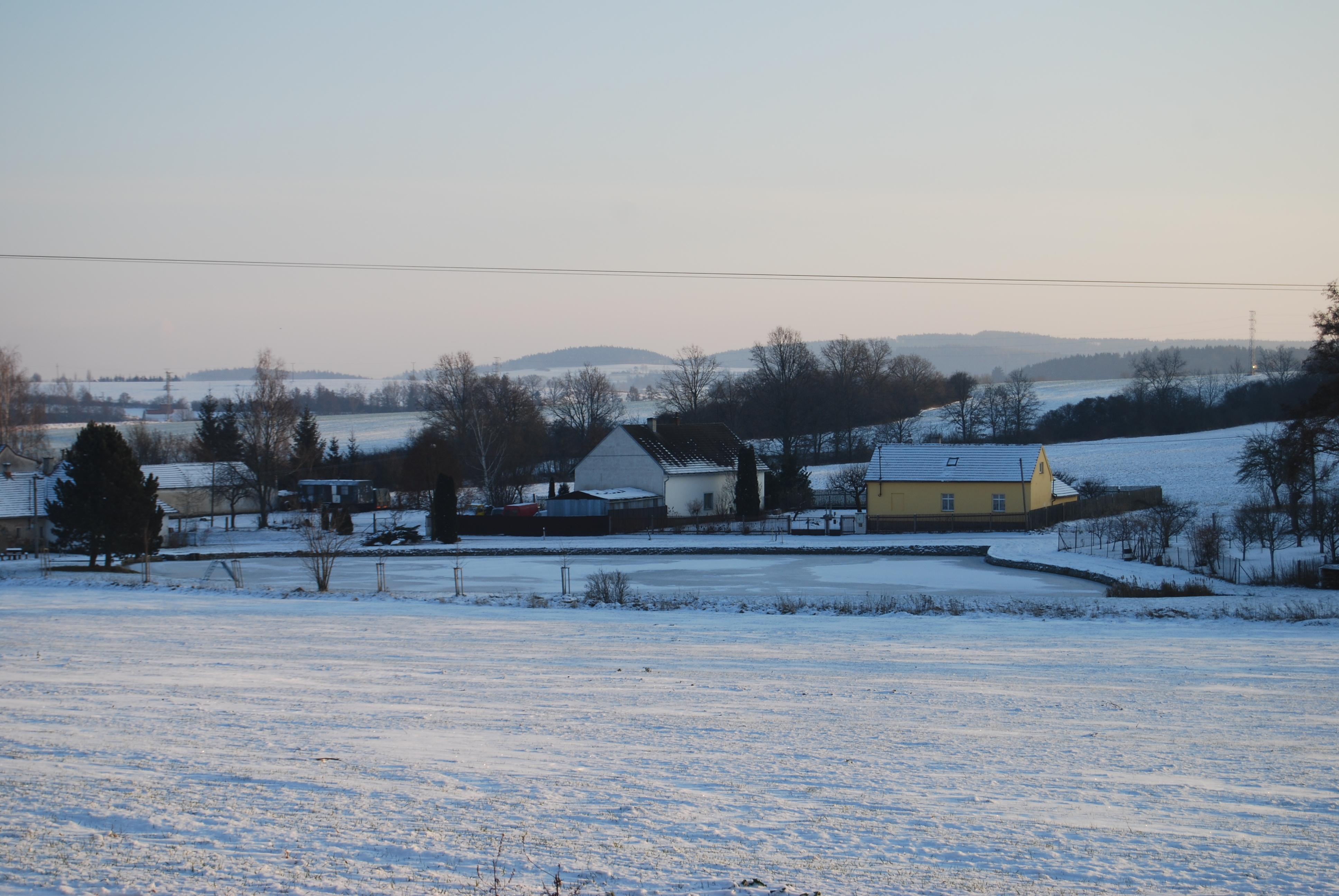
Obec v zimě
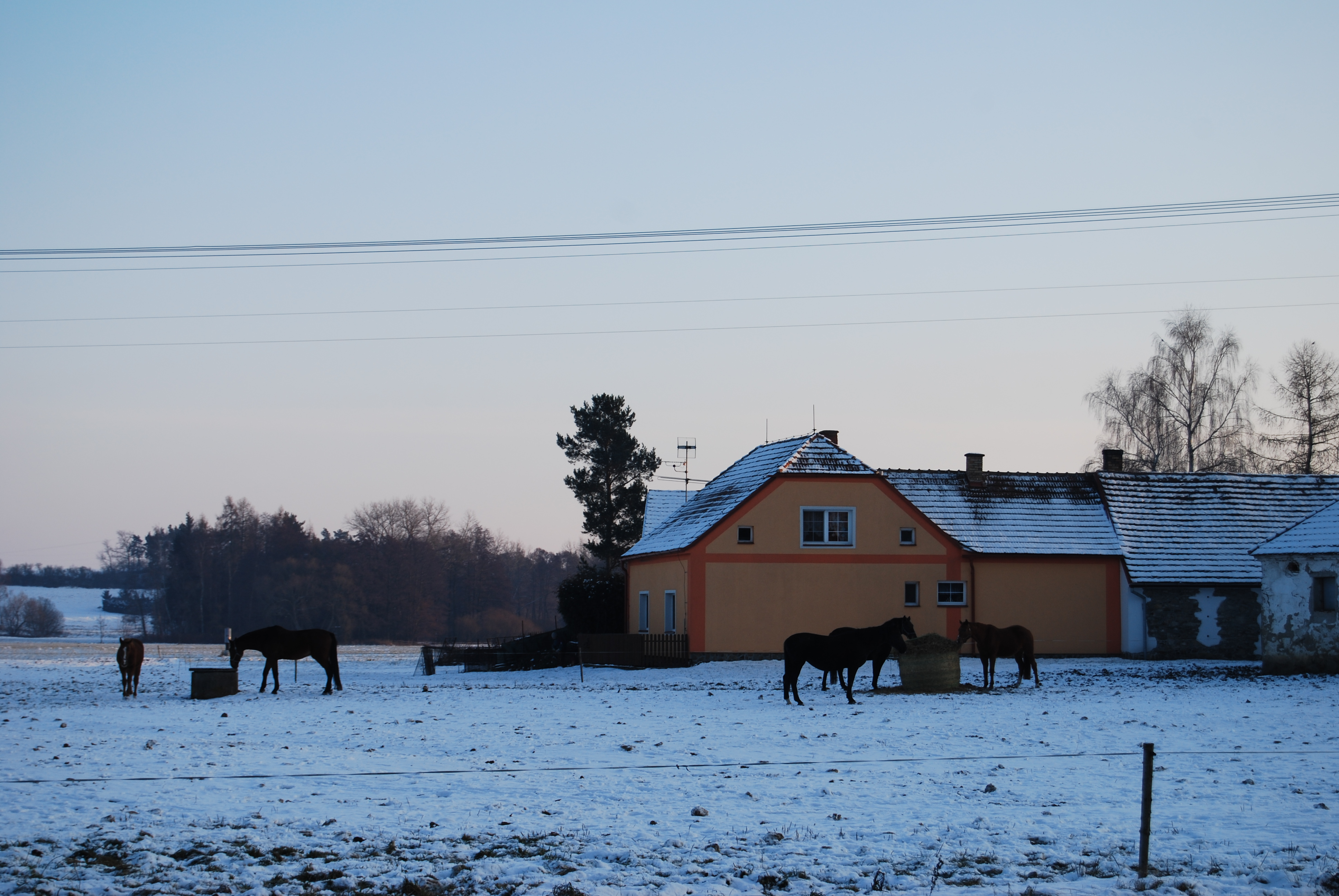
Stavení
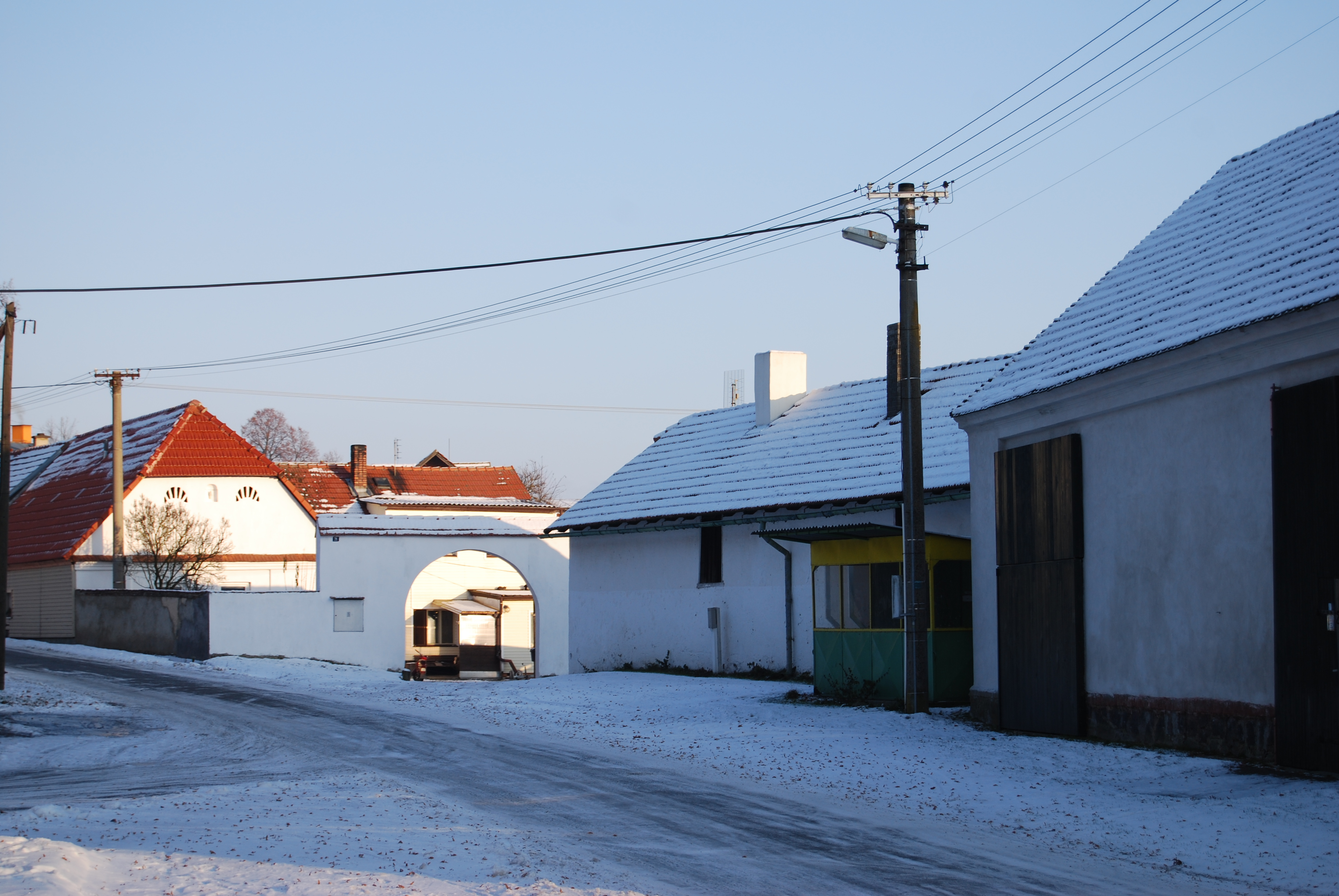
Pohled na část obce